# Massing
Massing település Németországban, azon belül Bajorországban. Lakosainak száma 4192 fő (2023. december 31.). Massing Unterdietfurt, Rimbach, Gangkofen, Geratskirchen, Niedertaufkirchen és Neumarkt-Sankt Veit községekkel határos.

## Népesség
A település népessége az elmúlt években az alábbi módon változott:
| Lakosok száma | 2592 | 2360 | 4002 | 3981 | 3987 | 4013 | 4049 | 4047 | 4140 | 4192 |
|               | 1970 | 1975 | 2011 | 2012 | 2014 | 2015 | 2017 | 2019 | 2022 | 2023 |